# 5 septembre 1975
Le vendredi 5 septembre 1975 est le 248e jour de l'année 1975.

## Naissances
- André Diniz, auteur de bande dessinée brésilien
- Andris Naudužs, coureur cycliste letton
- Bettina Blümner, réalisatrice et scénariste allemande
- Criolo, Chanteur et rappeur brésilien
- Daisuke Itō, pilote automobile japonais
- Fernando Tatís, joueur de baseball dominicain
- George Boateng, joueur de football néerlandais
- Greg Strong, footballeur anglais
- Kevin Asch, réalisateur américain
- Kimika Yoshino, actrice japonaise
- Matt Geyer, joueur de rugby
- Natalia Belooussova, joueuse de volley-ball russe
- Paul Spadafora, boxeur américain
- Randy Choate, joueur de baseball américain
- Rod Barajas, joueur de baseball américain

## Décès
- Antonietta Raphael (née en 1895), peintre italienne
- Cornelis Biezeno (né le 2 mars 1888), mathématicien néerlandais
- Georg Ots (né le 21 mars 1920), chanteur lyrique, fils du ténor Karl Ots 1882-1961
- Inshō Dōmoto (né le 25 décembre 1891), artiste japonais
- Leonízio Fantoni (né le 12 février 1912), joueur de football brésilien
- Raymond Picard (né le 6 août 1917), universitaire français
- Thomas Bois (né le 6 mai 1890), orientaliste français

## Événements
- Découverte de 9515 Dubner
- Sortie du film Frankenstein Junior
- Sortie des chansons Letting Go et Out of Time
- Sortie de l'album Minstrel in the Gallery